# 下田宣力
下田 宣力（しもだ のぶお、1891年（明治24年）7月21日 - 1943年（昭和18年）1月26日）は、大日本帝国陸軍軍人。最終階級は陸軍中将。

## 経歴
宮城県出身。1912年（明治45年）5月28日に陸軍士官学校（24期）を卒業し、大正元年12月24日に工兵少尉に任ぜられ、工兵第四大隊付となる。1915年（大正4年）12月8日に陸軍砲工学校（21期）高等科を卒業し、更に員外学生として在学。1916年（大正5年）4月20日に工兵中尉に昇進し、1919年（大正8年）7月10日には東京帝国大学工学部機械工学科を卒業した。
1921年（大正10年）4月20日に工兵大尉に昇進。1928年（昭和3年）3月24日工兵少佐に昇進後、鉄道第二連隊材料廠長等を経て、1932年（昭和7年）8月8日工兵中佐に昇進。更に、陸軍砲工学校教官等を経て、1936年（昭和11年）8月1日に工兵大佐に昇進し陸地測量部三角科長に就任。
その後、鉄道第三連隊長を経て、1939年（昭和14年）3月9日に陸軍少将に昇進し陸軍砲工学校工兵科長に就任。更に1940年（昭和15年）には陸地測量部長、第二鉄道監を歴任した。
1943年1月から工事に着手して間もない泰緬鉄道の建設責任者に任命され、ルート確定の目的で航空測量を実施するため搭乗した航空機がエンジン不調のためにタイ・ミャンマー国境付近の山中に墜落、同月26日に死亡した。殉職であるが戦死扱いとなり、没後陸軍中将に進級し正四位に叙せられた。

## 栄典
- 1913年（大正2年）2月20日 - 正八位[13]
- 1916年（大正5年）6月10日 - 従七位[14]
- 1920年（大正9年）11月1日 - 大正三年乃至九年戦役従軍記章[15]
- 1921年（大正10年）5月30日 - 正七位[16]
- 1926年（大正15年）
  - 1月27日 - 勲六等瑞宝章[17]
  - 6月15日 - 従六位[18]
- 1931年（昭和6年）7月15日 - 正六位[19]
- 1932年（昭和7年）1月15日 - 勲五等瑞宝章[20]
- 1936年（昭和11年）8月1日 - 従五位[21]
- 1938年（昭和13年）1月14日 - 勲四等瑞宝章[22]
- 1939年（昭和14年）8月15日 - 正五位[23]
- 1940年（昭和15年）8月15日 - 紀元二千六百年祝典記念章[24]
- 1941年（昭和16年）6月7日 - 勲三等瑞宝章[25]